# Jacques Roland
Pour les articles homonymes, voir Roland (homonymie).
Jacques Roland, né le 20 juin 1750 à Sedan (Ardennes), mort le 25 mai 1810 à Thionville (Moselle), est un général français de la Révolution et de l’Empire.

## États de service
Il entre en service le 20 juin 1760, comme enfant de troupe au régiment de Navarre-infanterie, compagnie de Lachenay, et il fait les campagnes de 1760 à 1762 en Allemagne. En 1775, il embarque pour l’Amérique, et il passe en qualité de sergent dans le régiment d'Armagnac le 1er juillet 1776. De 1778 à 1783, il participe aux différentes campagnes en Amérique.
De retour en France, il est nommé sous-lieutenant au corps le 12 janvier 1792, et lieutenant le 9 mai suivant à l’armée du Nord. Il obtient son brevet de capitaine le 8 mars 1793, à l’armée de la Moselle, et celui de chef de bataillon le 28 septembre 1793, à l'armée des côtes de Cherbourg. Le 26 octobre 1793, il est promu général de brigade à l’armée des côtes de Cherbourg, mais il refuse la promotion le 11 novembre suivant.
Il est nommé chef de brigade le 21 avril 1794, à la 12e demi-brigade de bataille. De l’an II à l’an IV, il sert à l’armée des côtes de Brest, des Océan, et de l’Ouest le 1er janvier 1796. Il est blessé d’un coup de feu qui lui traverse le bras gauche le 25 janvier 1796, lors d’une affaire contre les chouans. À la suite de cette blessure, il est mis en congé de réforme le 11 mars 1796. Le 13 avril 1797, il obtient le commandement de la garnison de Thionville, et il est fait chevalier de la Légion d’honneur le 25 mars 1804. Il est admis à la retraite le 30 novembre 1807.
Il meurt le 25 mai 1810 à Thionville.

## Sources
- (en) « Generals Who Served in the French Army during the Period 1789 - 1814: Eberle to Exelmans »
- Thierry Pouliquen, « Les généraux français et étrangers ayant servis [sic] dans la Grande Armée » (consulté le 7 décembre 2014)
- Côte S.H.A.T.: 8 YD 375
- (pl) « Napoléon.org.pl »
- Guillaume Ferdinand Teissier, Histoire de Thionville: suivie de divers mémoires sur l'origine et l’accroissement des fortifications, Verronnais, imprimerie libraire, Metz, 1828, p. 202.
- A. Lievyns, Jean Maurice Verdot, Pierre Bégat, Fastes de la Légion-d'honneur, biographie de tous les décorés accompagnée de l'histoire législative et réglementaire de l'ordre, Tome 4, Bureau de l’administration, janvier 1844, 640 p. (lire en ligne), p. 414.
- Georges Six, Dictionnaire biographique des généraux & amiraux français de la Révolution et de l'Empire (1792-1814), Paris : Librairie G. Saffroy, 1934, 2 vol., p. 385